# Gammarellus carinatus
Gammarellus carinatus is een vlokreeftensoort uit de familie van de Gammarellidae. De wetenschappelijke naam van de soort is voor het eerst geldig gepubliceerd in 1843 door Rathke.